# 道重沙由美
道重沙由美（日语：／ Michishige Sayumi，1989年7月13日—），日本演藝經紀公司UP-FRONT AGENCY旗下的偶像歌手、演員與播音員。女子偶像團體「早安少女组。」的第六期成員，同期還有藤本美貴、龜井繪里與田中麗奈三人。出生於山口縣，血型A型，身高160公分，暱稱有「さゆ」、「さゆみ」與「しげさん」，官方應援色為「粉紅」。
於2003年1月19日加入早安少女組，和田中麗奈是成團以來頭兩位於平成年代出生的成員。2012年5月19日接任第八代隊長，2013年10月12日刷新原本由新垣里沙所保持的最長在籍紀錄(3918天)，2014年1月1日達成在籍4000天，後於當年11月26日畢業(是1980年代出生的成員中最後畢業的)，總共在籍4329天，曾為隊史最高紀錄(2022年11月10日後由兩位九期生譜久村聖和生田衣梨奈超越)。
畢業後一度進入休養狀態，並在2017年至2025年再進行個人演藝事業。

## 基本資料
- 家庭組成：在家中排行老么，有一個哥哥和一個姊姊。

### 教育
- 小學 － 宇部市立常盤小學校
- 国中 － 宇部市立常盤中學校、杉並區立和泉中學校
- 高中 － 通信制高校

## 個人簡歷

### 2003年
- 1月19日，在愛之選秀會2002（LOVEオーディション2002）中與龜井繪里、田中丽奈一起被選入早安少女組。
- 3月5月，與同期兩名組員第一次在日本舉行了握手大會。
- 7月30日，以「早安少女組。」單曲《泡泡》（シャボン玉）正式出道。
- 9月18日，加入早安少女組乙女組。

### 2004年
- 6月19日，與石川梨華結成生態早安。
- 10月30日，發行第一本個人寫真集『道重さゆみ』。

### 2005年
- 5月6日，擔任了「早安少女組。」第七期成員久住小春的教育系。

### 2006年
- 1月，加入Hello Pro的足壘球隊。
- 10月5日，開始主持CBC廣播公司。

### 2007年
- 1月15日，發行第二本個人寫真集『憧憬』。
- 6月9日，在每日放送與明石家秋刀魚、及高橋愛共同主持廣播節目《MBS Young Town土曜日》[3]。至9月8日開始設有的環節。
- 6月30日，發行第三本個人寫真集『17～ラブハロ！道重さゆみ写真集～』。
- 12月15日，發行第四本個人寫真集『蒼蒼〜そうそう〜』。

### 2008年
- 4月1日，主持的電台節目《今夜も♥うさちゃんピース》的播放時段由逢星期四晚上23:30至00:00，改為逢星期二晚上00:00至01:00，播放時間由半小時增至一小時。
- 9月25日，發行第五本個人寫真集『LOVE LETTER』。

### 2009年
- 7月13日，發行第六本個人寫真集『20歳7月13日』。
- 7月15日，在早安家族翻唱專輯《チャンプル①～ハッピーマリッジソングカバー集～》中，成為「続‧美勇伝」的一員。

### 2010年
- 2月9日，開設了GREE官方個人部落格。
- 4月6日，發行第七本個人寫真集『La』。

### 2011年
- 發行第八本個人寫真集『Sayuminglandoll』。
- 11月17日，播放參與的テレビ朝日系番組『1ヶ月1万円生活』[4]。

### 2012年
- 1月11日，播出與田中丽奈主演的電視劇『数学♥女子学園』[5]。
- 5月19日，接任早安少女組第八代隊長。
- 10月10日，開設「Ameba」官方部落格。
- 10月15日，帶領田中丽奈、譜久村聖、飯窪春菜、石田亞佑美舉辦「早安少女組。世界握手會～帶著滿心的感謝～」握手活動。地點為台灣、曼谷、韓國、巴黎[6]。

### 2013年
- 1月23日，發售第52單『Help me!!』，為接任隊長以來第一張獲得日本公信榜周間第1位的單曲[7]。
- 1月27日，發行第九本個人寫真集『美ルフィーユ』。
- 2月1日，擔任『吉野家』一日店長[8]。
- 2月7日，代言網路遊戲Dragon nest[9]。
- 8月29日，於Youtube官方網站上釋出宣傳短片「1／娘。　モーニング娘。道重さゆみ」[10]。
- 10月12日，成為早安少女組中在籍最長之成員。
- 10月27日，發行第十本個人寫真集『Blue Rose』。

### 2014年
- 1月7日，擔任『DAM CHANNEL』1月MC[11]。
- 4月29日，於山口縣周南市文化會館的演唱會現場宣佈，將於2014年秋天巡迴演唱會最終場結束後畢業[12]。
- 6月14日，主持「MTV VMAJ 2014」[13]。
- 11月26日，於橫濱體育館舉辦「早安少女組。'14 秋季巡迴演唱會 ＧＩＶＥ　ＭＥ　ＭＯＲＥ　ＬＯＶＥ　～道重沙由美畢業記念Special～」中正式由早安少女組畢業，而在籍日4,329天也是當時早安少女組最長的在籍紀錄（之後被9期的譜久村聖、生田衣梨奈打破）[14]。

### 2016年
- 10月2日，在由早安少女組畢業，相隔1年10個月後更新網誌。[15]。
- 11月26日，在早安少女組中畢業的兩年後，更新網誌預告將會於明年春天復出重返舞台演出。[16]。
- 12月26日，加入M-line club。

### 2017年
- 1月27日，發佈「SAYUMINGLANDOLL～再生～」公演日程。
- 3月17日，於個人部落格更新距2年4個月的近照。
- 3月18日，出演「MBSヤングタウン土曜日」，演藝活動正式啟動。

### 2023年
- 12月27日，被醫生診斷有強迫症，並減少演藝活動。[17]

### 2025年
- 1月19日，宣告預計在同年夏季舉辦演唱會後於8月14日退出演藝圈。[18][19]
- 7月13日至8月14日，舉辦巡迴演唱會「SAYUMINGLANDOLL～SAMSALA～」。
- 8月14日，退出演藝圈。

## 演出

### 電視節目
- Hello! Morning（2003年2月9日－2007年4月1日，東京電視台）
- （2003年9月29日－12月26日，東京電視台）
- （2003年10月7日－2004年9月28日，朝日電視台）
- （2004年6月16日至25日、7月14日至22日，東京電視台）
- （2004年10月21日－12月15日，東京電視台）
- （2005年1月5日－4月1日，東京電視台）
- 娘DOKYU!（2005年4月5日至6月16日、2005年7月4日至2006年9月29日，東京電視台）
- Haromoni@（2007年4月8日－2008年9月28日，東京電視台）
- （2008年10月6日－，東京電視台）
- 美女放談（2009年4月3日 - 2010年3月26日、テレビ東京）
- あいまいナ!（2010年4月9日 - 2011年4月15日、TBS）
- 美女学（2010年5月13日 - 2011年4月14日、テレビ東京）
- ハロプロ!TIME（2011年4月21日 - 2012年5月31日、テレビ東京）
- ザキ神っ! 〜ザキヤマさんとゆかいな仲間たち〜（2011年4月22日 - 9月30日、TBS）
- いきなり!黄金伝説（2011年11月17日 - 12月、テレビ朝日）- 1ヶ月1万円生活
- EXILE魂（2012年4月15、22日，TBS）
- 千原芸能社（2012年1月12日 - 3月29日、関西テレビ）

### TV
- 彼は、妹の恋人（2011年12月- 、Bee TV）－星野遥花 役。
- 数学♥女子学園（2012年1月11日 - 3月28日、日本テレビ）- 立川さゆり 役。

### 電台節目
固定
- 今夜も♥うさちゃんピース（2006年10月5日－，CBCラジオ）中部日本放送
- MBS Young Town土曜日（2007年6月9日－，、MBSラジオ）每日放送

單次
- （2005年5月2日至13日、5月30日至6月10日、7月25日至8月5日、2007年1月22日至2月2日，東北放送）
- （2004年2月27日、3月5日、2005年6月10日至24日、12月16日、12月18日、2006年11月3日、11月10日、12月15日、12月17日，ABC廣播公司）
- （2005年12月18日，ABC廣播公司）
- （2006年12月17日，ABC廣播公司）

### 廣播劇
- 廣播劇 戲劇之風（2005年12月4日，每日放送）飾演主角「愛」。

### 網際網路
- 第10回Hello! Project Video Chat（2005年5月20日，H!P on Flets）
- Hello Pro Hour #5（2006年4月28日，GyaO） 擔任主持人
- Hello Pro Hour #6（2006年5月12日，GyaO） 擔任主持人
- （2006年6月21日，H!P on Flets） 與龜井繪里、田中麗奈共同演出
- Hello Pro Hour #15（2006年9月15日，GyaO） 擔任主持人
- Hello Pro Hour #19（2006年11月24日，GyaO）
- 網絡短劇（2006年12月，Dohhh UP!） 飾演角色

### 電影
- 星砂の島、私の島～ISLAND DREAMIN'～（2004年2月21日）－渡久地里 役。
- 劇場版とっとこハム太郎はむはむぱらだいちゅ! ハム太郎とふしぎのオニの絵本塔（2004年，東寶株式會社） 配音

### 舞台劇
- HELP!!熱っちぃ地球を冷ますんだっ。（2004年5月29日～6月13日、中野サンプラザ）
- リボンの騎士 ザ・ミュージカル（2006年8月1日～27日、新宿コマ劇場）
- おじぎ30度 オン・ステージ（2008年2月27日～3月2日、新宿シアターアプル）- 地井ルルカ 役。
- シンデレラ the ミュージカル（2008年8月6日～25日、新宿コマ劇場）
- おじぎでシェイプアップ!（2009年6月7日～14日、ル テアトル銀座 by PARCO）- 地井ルルカ 役。
- BS-TBS開局10周年企画『ファッショナブル』（2010年6月11日～20日：ル テアトル銀座 by PARCO、2010年6月25日～27日：シアターBRAVA!）- 森成あんな 役。

## 作品

### DVD
1. （2007年7月18日，zetima，於關島拍攝） EPBE-5257
2. LOVE STORY（2008年10月1日，zetima，同樣於關島拍攝） EPBE-5304
3. 20's time（2009年7月22日）
4. ( 2010年4月28日）
5. homey（2011年3月20日）

## 書籍

### 写真集
- ハロハロ! モーニング娘。6期メンバー写真集 道重さゆみ・亀井絵里・田中れいな（2003年7月15日、角川書店、撮影：上牧佑） - ISBN 978-4-0489-4251-5
- 道重さゆみ 1st写真集『道重さゆみ』（2004年10月30日、ワニブックス、撮影：根本好伸） - ISBN 978-4-8470-2833-5（第2期モーニング娘。ソロ写真集シリーズ）
- 石川梨華・道重さゆみ写真集『エンジェルス』（2005年11月16日、ワニブックス、撮影：くぼたあきひと） - ISBN 978-4-8470-2895-3
- 道重さゆみ 2nd写真集『憧憬』（2007年1月15日、ワニブックス、撮影：橋本雅司） - ISBN 978-4-8470-2987-5
- 17〜ラブハロ!道重さゆみ3rd写真集〜（2007年6月29日、角川グループパブリッシング、撮影：上野勇） - ISBN 978-4048944953
- 道重さゆみ4th写真集『蒼蒼〜そうそう〜』（2007年12月15日、ワニブックス、撮影：橋本雅司） - ISBN 978-4-8470-4055-9
- 道重さゆみ5th写真集『LOVE LETTER』（2008年9月25日、ワニブックス、撮影：西條彰仁） - ISBN 978-4-8470-4121-1
- 道重さゆみ6th写真集『20歳7月13日』（2009年7月13日、ワニブックス、撮影：アライテツヤ） - ISBN 978-4-8470-4183-9
- 道重さゆみ7th写真集『La』（2010年4月26日、ワニブックス、撮影：橋本雅司） - ISBN 978-4-8470-4269-0
- 亀井絵里 卒業記念 ハロハロ! 〜Memories〜 モーニング娘。亀井絵里・道重さゆみ・田中れいな写真集（2010年11月12日、角川グループパブリッシング、撮影：武安弘毅） - ISBN 978-4-0489-5416-7
- 道重さゆみ8th写真集『Sayuminglandoll』（2011年10月27日、ワニブックス、撮影：飯田かずな） - ISBN 978-4-8470-4398-7[20]
- 道重さゆみ9th写真集『美ルフィーユ』（2013年1月27日、ワニブックス、撮影：西田幸樹） - ISBN 978-4-8470-4525-7[21]
- 道重さゆみ10th写真集『Blue Rose』（2013年10月27日、ワニブックス、撮影：西田幸樹） - ISBN 978-4-8470-4590-5
- 道重さゆみモーニング娘。'14ラスト写真集『YOUR LOVE』（2014年10月26日、ワニブックス、撮影：西田幸樹） - ISBN 978-4-8470-4689-6[22]
- 愛しのパリ猫 -おしゃれでかわいいパリの猫カフェで癒される!-（2017年4月17日、オデッセー出版、撮影：Masa Tanaka、解説：道重さゆみ） - ISBN 978-4-8470-9499-6[23]
- 愛しのパリ猫2 〜猫とセーラと私〜（2018年4月13日〈会場先行販売〉・16日〈一般発売〉、オデッセー出版、撮影：Masa Tanaka） - ISBN 978-4-8470-8111-8[24][25]
- 道重さゆみ写真集『DREAM』（2018年7月13日、ワニブックス、撮影：西田幸樹、Yui Fujii） - ISBN 978-4-8470-8134-7[26]

### パーソナルブック
- 道重さゆみパーソナルブック『Sayu』（2014年7月13日、ワニブックス） - ISBN 978-4-8470-4665-0[27][28]
- 道重さゆみパーソナルブック『SAYU～LOVE30～』（2019年7月13日、ワニブックス） - ISBN 978-4-8470-8220-7[29]

## 所屬團體組合
- 早安少女組。（2003年－2014年）
  - 早安少女組乙女組（2003年－2014年）
- 洗牌團體
  - （2004年－2005年）
  - H.P. All Stars（2004年）
  - （2006年－）
  - 続・美勇伝（2009年－）
- 企劃限定團體
  - 生態早安（2004年）

## 外部連結
- http://www7.atwiki.jp/sayu160/ （页面存档备份，存于） （日語）
- （日語）
- MBS Young Town土曜日 （页面存档备份，存于） （日語）
- http://gree.jp/michishige_sayumi/ （页面存档备份，存于）（日語）
- 道重さゆみ的Ameba部落格（日語）
- 道重沙由美的X（前Twitter）
- 道重沙由美的Instagram帳戶 （日語）
- OCN モバイル ONE的Instagram帳戶